# Szomatikus idegrendszer
A szomatikus idegrendszer a perifériás idegrendszer része, ami az akaratlagos mozgások vázizmok általi kivitelezéséért (kivéve reflexívek), és a külső ingerek érzékszervi észleléséért felelős (tapintás, látás, hallás).
A rendszerbe tartozik az összes vázizmokhoz, a bőrhöz és az érzékszervekhez kapcsolódó neuron. 
A vázizomzatot vezérlő gerincvelői és agyi idegek alkotják. Az agyból az agyalapon 12 pár agyideg lép ki. 
Ezek között vannak: kizárólag érzékszervi működéseket szolgáló agyideg (hallás, látás, szaglás, egyensúlyozás); tisztán mozgató idegek (külső szemizmok, nyelvizmok beidegzése); „vegyes” funkciójú (érző, mozgató és esetenként autonóm) Pl. „arcideg, háromosztatú ideg, bolygóideg”.
A gerincvelőből 31 pár oldalirányú ideg lép ki a gerincvelő egész hosszában (nyak, törzs, végtagok) érző és mozgató beidegzése).

## Lásd még
- Emberi idegrendszer
- Idegsejt
- Idegszövet
- Szinapszis